# Бомбардировка Токио 10 марта 1945 года
Бомбардировка Токио (англ. Bombing of Tokyo (10 March 1945)) — ковровая бомбардировка японской столицы, проведённая Военно-воздушными силами армии США 10 марта 1945 года.
В авианалёте участвовало 334 стратегических бомбардировщика B-29, каждый из которых сбросил несколько тонн зажигательных бомб и напалма. В результате сплошных пожаров в жилых кварталах, застроенных деревянными зданиями, образовался огненный шторм, который не позволил бороться с огнём и привёл к массовой гибели людей. Токио в ночь с 9 на 10 марта 1945 года во время рейда Вооружённых сил США под кодовым названием «Операция Дом собраний» подвергся самой разрушительной и смертоносной неядерной бомбардировке в истории человечества. 41 км² центра Токио были разрушены, четверть города сгорела дотла, в результате чего около 100 000 мирных жителей погибли и более миллиона остались без крова. Для сравнения, атомная бомбардировка Хиросимы 6 августа 1945 года привела к гибели примерно от 70 000 до 150 000 человек.

## Жертвы

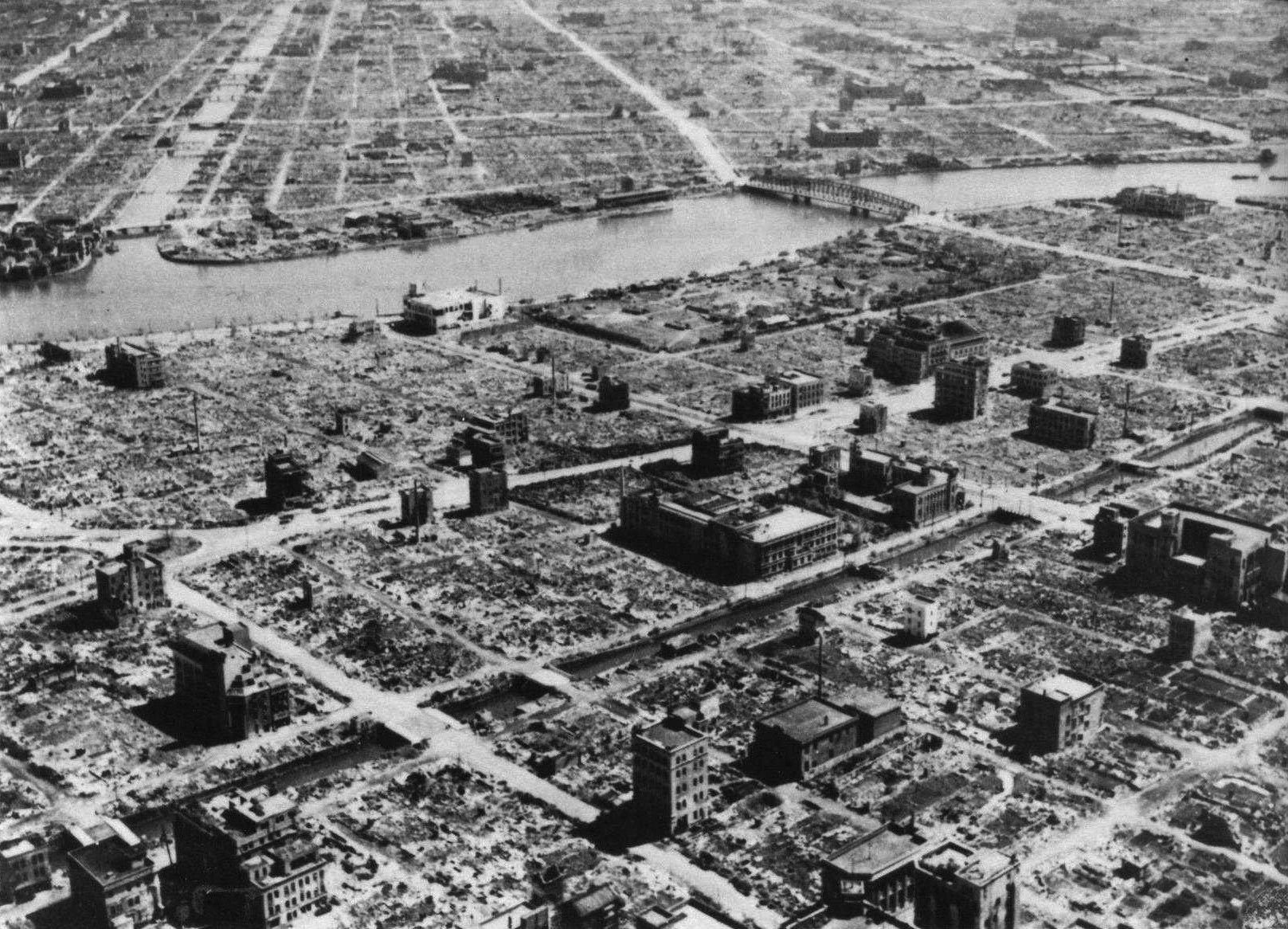
Полностью уничтоженные жилые кварталы Токио.

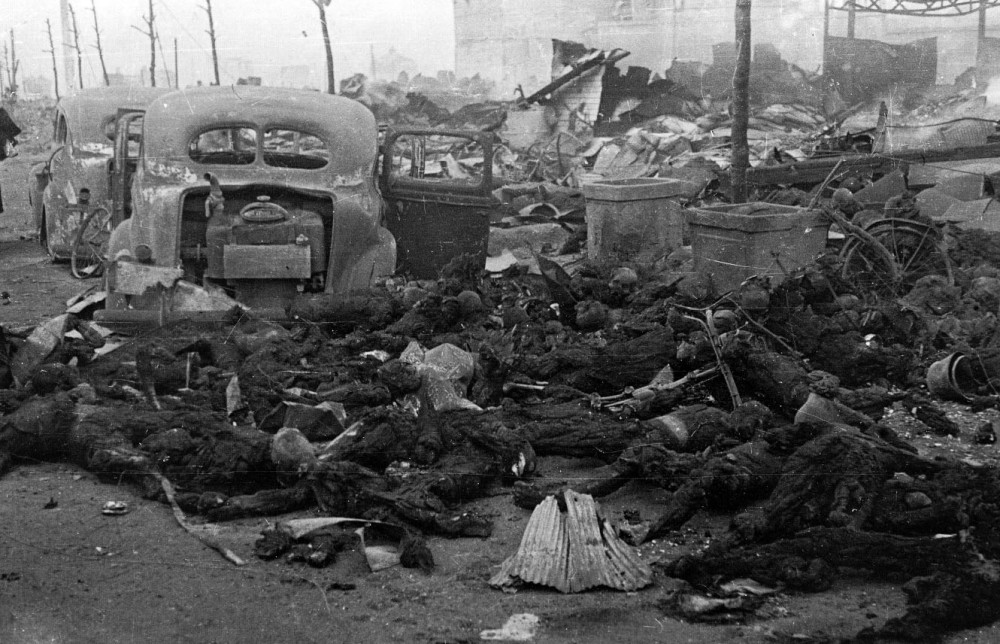
Сильно обугленные трупы жителей Токио.

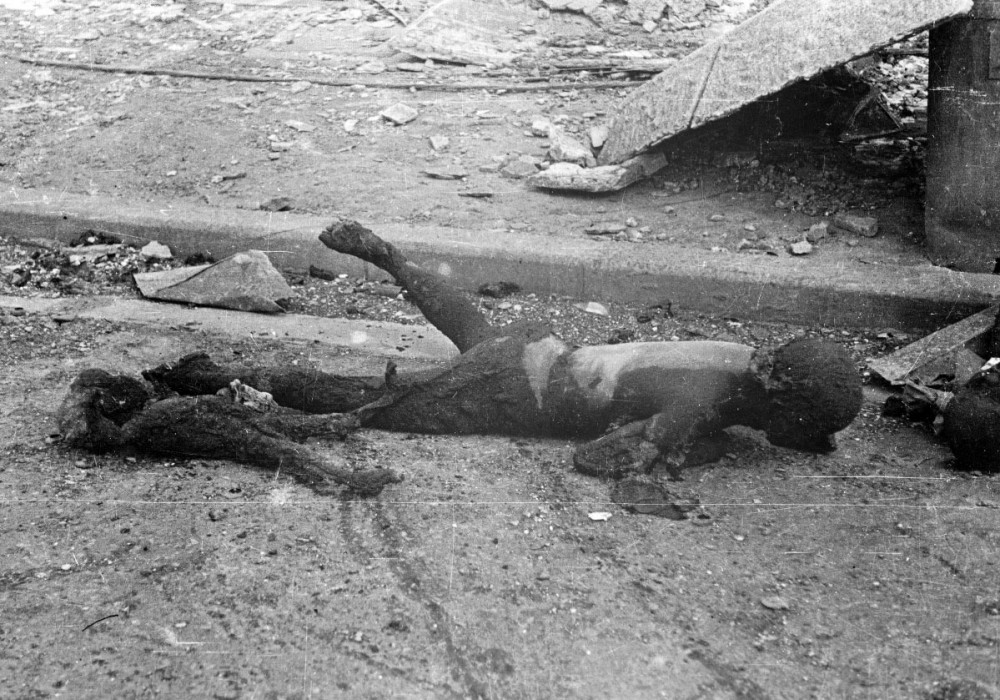
Обгоревшее тело женщины, которая несла на спине ребёнка.

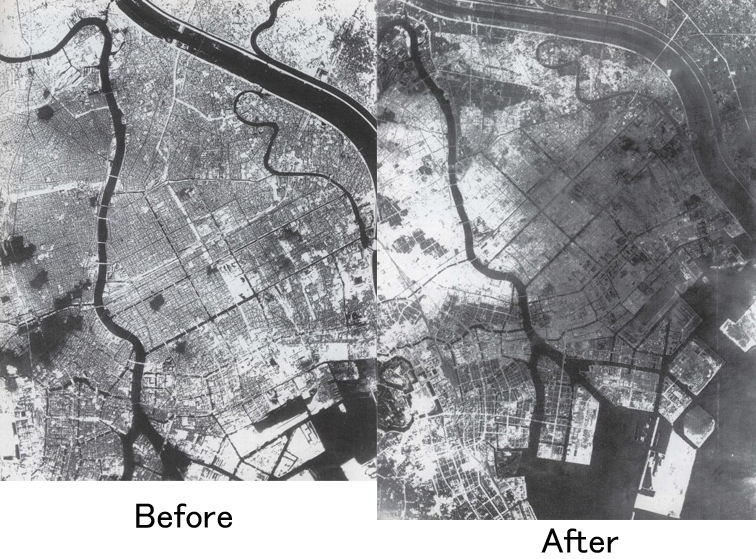
До и после бомбардировки.

Погибло не менее 80 тысяч жителей, более вероятное число погибших — свыше 100 тысяч человек.

## Предшествующие авианалёты
Первый авианалёт (т. н. «Рейд Дулиттла»; Doolittle Raid) на Японию состоялся 18 апреля 1942 года, когда 16 самолётов B-25 Mitchell, поднявшихся с авианосца USS «Hornet», атаковали Иокогаму и Токио. После атаки самолёты должны были приземлиться на аэродромах в Китае, однако ни один из них не долетел до места посадки. Все они разбились или затонули (за исключением одного, который приземлился на территории СССР и экипаж которого был интернирован). Экипажи двух машин были взяты в плен японскими войсками.
Для бомбардировок Японии применялись преимущественно самолёты B-29 с дальностью полёта около 6 000 км (3 250 миль), самолёты этого типа сбросили 90 % всех бомб на Японию.
15 июня 1944 года в рамках операции «Маттерхорн» из китайского города Чэнду вылетело 68 бомбардировщиков B-29, которым пришлось пролететь 2 400 км. Из них долетело до цели только 47 самолётов. 24 ноября 1944 года 88 самолётов бомбили Токио. Бомбы сбрасывались с высоты 10 км (~33 000 футов), и только десятая часть из них поразила намеченные цели.
Авианалёты с территории Китая были малоэффективны из-за того, что самолётам приходилось преодолевать большое расстояние. Чтобы долететь до Японии, в бомбовые отсеки устанавливали дополнительные топливные баки, сокращая при этом груз бомб. Однако после захвата Марианских островов и переноса авиабаз на Гуам, Сайпан и Тиниан самолёты могли вылетать с увеличенным запасом бомб.
Погодные условия затрудняли проведение дневного прицельного бомбометания, из-за наличия высотного струйного течения над Японией сбрасываемые бомбы отклонялись от траектории. Кроме того, в отличие от Германии с её крупными индустриальными комплексами, две трети японских промышленных предприятий располагались в небольших зданиях, с числом рабочих менее 30 человек.
Генерал Кёртис Лемэй решил применить новую тактику, которая заключалась в проведении массированных ночных бомбардировок японских городов с пригородами зажигательными бомбами с низкой высоты (1,5-2 км). Воздушная кампания, основанная на такой тактике, началась в марте 1945 года и продолжалась до конца войны. Её целями стали 66 японских городов, которые в результате подверглись сильным разрушениям.

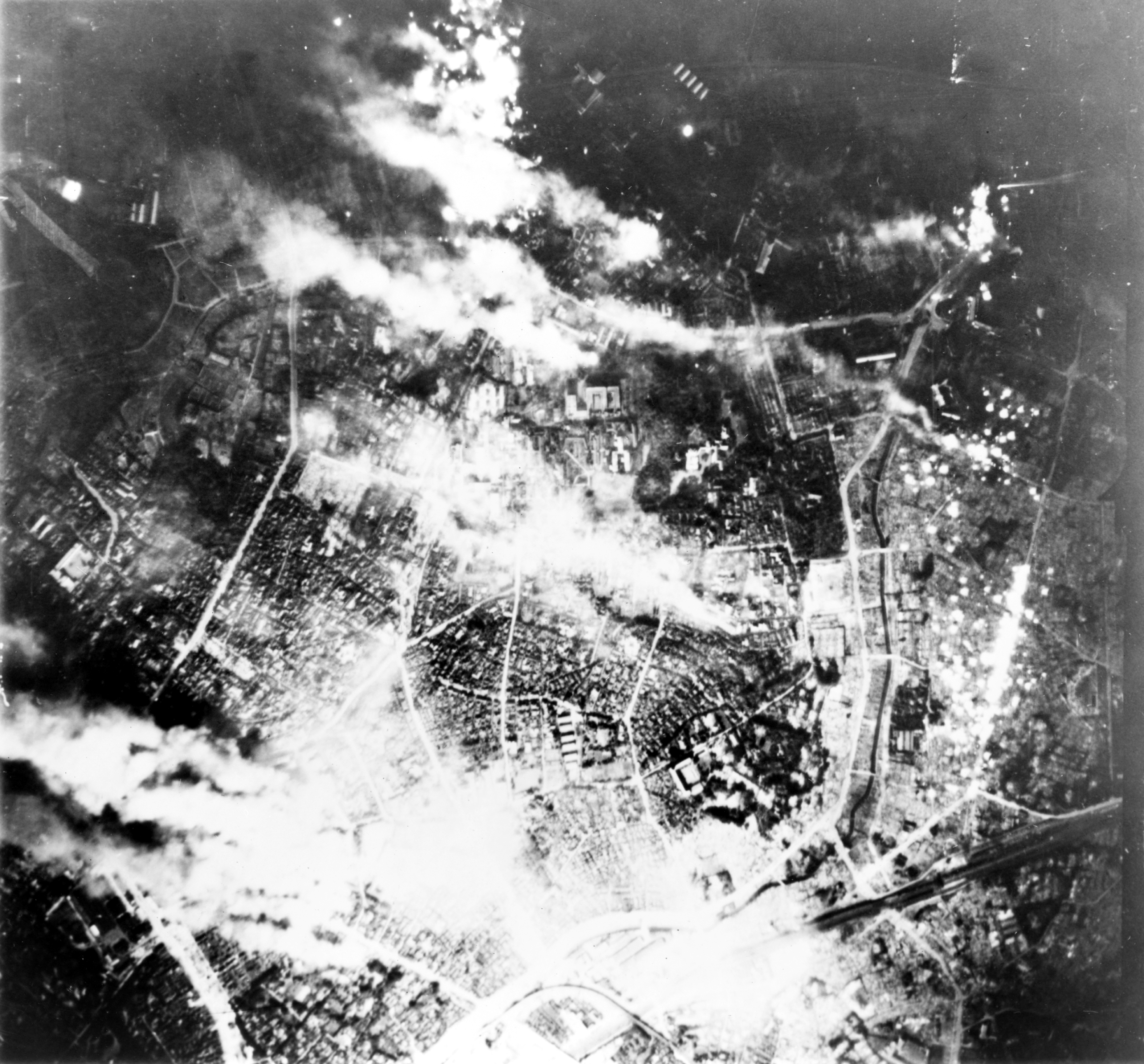
Горящий Токио. 26 мая 1945 года

В Японии данная тактика впервые была использована 3 февраля 1945 года, когда авиация сбросила зажигательные бомбы на Кобе, достигнув при этом успеха. Японские города оказались крайне уязвимы для подобных атак: большое число деревянных домов без противопожарных разрывов в застройке способствовали быстрому распространению пожаров. С бомбардировщиков было демонтировано защитное вооружение и часть брони, чтобы увеличить грузоподъёмность, которая возросла с 2,6 тонн в марте до 7,3 тонн в августе. Самолёты летели тремя линиями и сбрасывали напалм и зажигательные бомбы через каждые 15 метров. При увеличении дистанции до 30 метров тактика становилась неэффективной.
23 февраля 1945 года такой способ был применён во время бомбардировки Токио. 174 бомбардировщика B-29 разрушили около 2,56 км² площади города.

## Налёт
Чтобы закрепить успех, ночью с 9 на 10 марта с Марианских островов вылетело 334 бомбардировщика. После двухчасовой бомбардировки в городе образовался огненный шторм, подобный тому, что был во время бомбардировки Дрездена. В огне был уничтожен 41 км2 площади города, сгорело 330 тысяч домов, было разрушено 40 % всего жилого фонда. Температура была настолько высокой, что на людях загоралась одежда. В результате пожаров погибло не менее 80 тысяч человек, вероятнее всего более 100 тысяч человек. Американская авиация потеряла 14 бомбардировщиков, ещё 42 самолёта были повреждены.

## Последующие бомбардировки
26 мая состоялся третий налёт. Американская авиация понесла рекордные потери — 26 бомбардировщиков.

## Оценка
Необходимость бомбардировки Токио оценивается неоднозначно и вызывает споры в кругах историков. Генерал Кёртис Лемэй позже заявил: «Думаю, если бы мы проиграли войну, то меня судили бы как военного преступника». Однако он считает, что бомбардировки спасли много жизней, подтолкнув Японию к капитуляции. Он также полагает, что в случае продолжения бомбардировок наземное вторжение уже не потребовалось бы, так как к тому времени Японии был бы нанесён огромный ущерб. Историк Цуёси Хасэгава в работе Racing the Enemy (Cambridge: Harvard UP, 2005) утверждал, что главной причиной капитуляции стали не атомные удары и не бомбардировки зажигательными снарядами японских городов, а нападение СССР, расторгнувшее пакт о нейтралитете между СССР и Японией и завершившееся победой советских войск над Квантунской армией в Маньчжурии, японскими войсками на Южном Сахалине и Курильских островах и подписанием Акта о капитуляции Японии. Это утверждение обычно для советских учебников, но оригинально для западной историографии и было подвергнуто критике. Например, японский историк Садао Асада (из университета Киото) опубликовал исследование, основанное в том числе на свидетельствах деятелей, входивших в круг принимавших решение о капитуляции. При принятии решения о капитуляции обсуждались именно ядерные бомбардировки. Сакомису Хисацунэ, генеральный секретарь кабинета министров, позже свидетельствовал: «Я уверен, война закончилась бы так же, если русские вовсе не объявляли бы нам войну».
Во время Крымской конференции Рузвельт в беседе со Сталиным отмечал нежелательность высадки американских войск на Японские острова, что будет сделано только в случае крайней необходимости: «На островах у японцев имеется 4-миллионная армия, и высадка будет сопряжена с большими потерями. Однако, если подвергнуть Японию сильной бомбардировке, то можно надеяться, что всё будет разрушено, и таким образом можно будет спасти много жизней, не высаживаясь на острова».

## Память

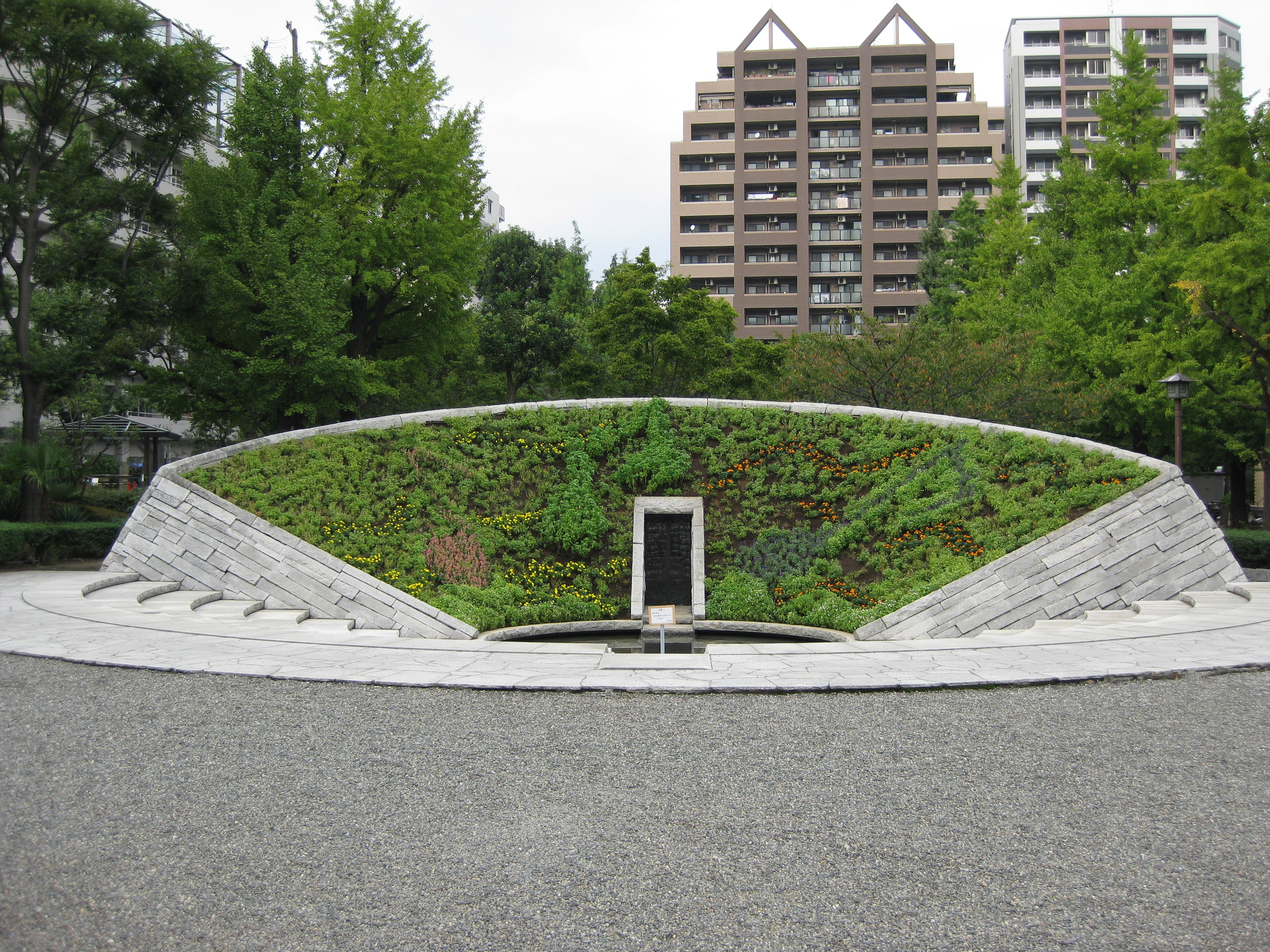
Мемориал жертвам бомбардировки Токио, парк Иокоамитё

В Токио имеется мемориальный комплекс, посвящённый бомбардировке и Великому землетрясению Канто. Комплекс расположен в парке Иокоамитё (横網町公園, Yokoamichō kōen) и включает в себя буддистский поминальный храм, музей (оба были первоначально построены в память о землетрясении 1923 года), а также несколько памятников. Ежегодно в выставочных залах проводятся фотовыставки. В 2005 году прошла церемония в память о погибших, где присутствовало две тысячи человек, бывших свидетелями бомбардировки, и принц Акисино — внук императора Хирохито.